# Aggro Ansage Nr. 2
Aggro Ansage Nr. 2 è il secondo Sampler album dell´etichetta Aggro Berlin. Fu pubblicato verso la fine del 2002.

## Tracce
1. Intro
2. Aggro Teil 2 - (Bushido, Sido & B-Tight)
3. Westberlin Remix - (A.i.d.S.)
4. Relax - (Sido)
5. Pussy - (Bushido)
6. Payback Skit
7. Heavy Metal Payback - (Bushido & Fler)
8. Psychoskitzo
9. Psycho Neger B! - (B-Tight)
10. Auf Tour - (A.i.d.S.)
11. Aggroberlinistlivehart Skit
12. Zukunft "Remix" - (Bushido & Fler)